# Silene cerastoides
Silene cerastoides är en nejlikväxtart som beskrevs av Carl von Linné. Silene cerastoides ingår i släktet glimmar, och familjen nejlikväxter. Utöver nominatformen finns också underarten S. c. emporitana.